# Adeixis montana
Adeixis montana är en fjärilsart som beskrevs av Holloway 1979. Adeixis montana ingår i släktet Adeixis och familjen mätare. Inga underarter finns listade i Catalogue of Life.